# جان سالیوان (تنیس‌باز)
 جان سالیوان (انگلیسی: John Sullivan؛ زاده ۲۲ دسامبر ۱۹۶۶) یک تنیس‌باز اهل ایالات متحده آمریکا است.